# Берлингтон (Вашингтон)
Берлингтон (енгл. Burlington) град је у америчкој савезној држави Вашингтон. По попису становништва из 2010. у њему је живело 8.388 становника.

## Демографија
Према попису становништва из 2010. у граду је живело 8.388 становника, што је 1.631 (24,1%) становника више него 2000. године.
| Група             | 2000.         | 2010.         |
| Белци             | 4.663 (69,0%) | 5.162 (61,5%) |
| Афроамериканци    | 56 (0,8%)     | 104 (1,2%)    |
| Азијати           | 119 (1,8%)    | 249 (3,0%)    |
| Хиспаноамериканци | 1.707 (25,3%) | 2.631 (31,4%) |
| Укупно            | 6.757         | 8.388         |